# Троицкий собор (Калуга)
Свято-Троицкий собор — православный храм в центре города Калуги, кафедральный собор Калужской епархии Русской православной церкви.
Построен по проекту губернского архитектора Ивана Ясныгина в 1786—1819 годах. В 1924 году закрыт и разграблен коммунистами, оригинальный иконостас и элементы внутренней отделки храма утрачены. Возвращён в собственность Русской православной церкви в 1991 году.

## История
Деревянная церковь во имя Троицы Живоначальной была построена в Калужском кремле в XVI веке. Одно из первых упоминаний о ней содержится в Новом летописце и связано с захоронением тела Лжедмитрия II в 1610 году: «…его жь вора взяша и погребоша честно въ соборной церкве у Троицы». В 1619 году здание церкви сгорело во время разорения города запорожцами и было восстановлено только в 1626 году на средства боярина Романова. Однако оно быстро пришло в ветхость, и вместо него в 1686 году боярыней А. П. Хитрово был построен собор из белого камня, ставший первым каменным строением в городе. Данное здание было разобрано в 1808—1811 годах.
В 1786 году по повелению Екатерины II к северу от обветшавшего храма заложили новый, на строительство которого она выделила 30 тыс. рублей. Автором проекта был Пётр Никитин. К 1788 году был готов фундамент собора и возведён цоколь, но из-за войны строительство было приостановлено. В 1800 году цоколь было предложено разобрать, а на фундаменте возвести храм во имя апостолов Петра и Павла. На это дело были собраны средства, но дальнейшего развития идея не получила. Строительство Троицкого собора возобновилось по проекту, составленному И. Д. Ясныгиным в 1803 году на основе уже возведённых частей. Оно было приостановлено на несколько лет из-за сомнений в правильности конструкции гигантского купола диаметром около 17 м, при том что у строившегося в то же время Казанского собора в Санкт-Петербурге купол планировался диаметром только 14,5 м. Когда Ясныгин доказал правильность своих расчётов, сооружение храма было продолжено и завершилось в 1811 году, после чего начались работы по внутренней отделке. Первый иконостас, заказанный губернатором Андреем Львовым в Москве, спроектированный архитектором Матвеем Казаковым и выполненный под его наблюдением мастером Дмитриевым в формах классицизма, сгорел во время московского пожара. Через год Дмитриев повторно изготовил иконостас, работая уже в Калуге, и в 1814 году тот был установлен в церкви. 10 (22) апреля 1819 года собор был освящен калужским архиепископом Антонием. С 1866 года в соборе хранилось знамя Азовского пехотного полка, спасённое знаменосцем Семёном Старичковым при попадании в плен к французам в 1805 году. Однако проведённая в 2003 году экспертиза установила, что данное знамя не могло иметь отношения подвигу Старичкова, поскольку было пожаловано Азовскому полку в 1810 году. В 1894 году по инициативе губернатора Александра Булыгина вокруг собора был разбит сквер, названный «Владимирским» в честь посещения Калуги великим князем Владимиром Александровичем с супругой в 1888 году.
В 1924 году собор был закрыт большевиками. В 1930-е годы внутренняя отделка и иконостас были вывезены ими в Москву. От решения взорвать храм советские власти остановило отсутствие средств на разбор завалов, образовавшихся бы в этом случае. В дальнейшем здание служило Домом обороны, кинотеатром, зверинцем, выставочным залом, спортшколой. В первые годы войны в нём хранили боеприпасы. При отступлении советских войск в октябре 1941 года здание подожгли.
Собор был возвращён в собственность Калужской епархии в июле 1991 года. Через год в западной части храма был построен временный придел, в котором стали проводиться богослужения. К 1997 году приведены в надлежащее состояние кресты, центральный купол и шпиль колокольни, отреставрированы и оштукатурены внутренние стены. К лету завершена внешняя отделка, внутри расписан центральный купол. 24 августа 1999 года собору присвоен статус кафедрального. В 2001 году в храме установлен новый иконостас.

## Архитектура и убранство
В плане собор повторяет схему латинского креста, внешний декор выполнен в духе классицизма. Четырёхъярусная колокольня, увенчанная шпилем, изначально стояла отдельно с западной стороны, соединённая с храмом отдельным переходом-папертью. Впоследствии переход был застроен.
Стены храма были облицованы разноцветным алебастром. Высота колокольни составляла около 70 метров. Иконостас был сделан в стиле ампир и возвышался в проеме арки алтаря примерно на восемь метров. Верхняя его часть была увенчана коринфским ордером, пилястры которого объединяли трехъярусные фланги, а в середине образовывали купольную полуротонду с дугообразной колоннадой, повторявшей изгиб внешней стены апсиды собора. Среднюю часть иконостаса занимала выдвинутая вперед арка с царскими вратами, завершавшаяся ступенчатым аттиком. Эту часть венчал ионический ордер меньшего масштаба с тонкими колоннами, продолжавшийся в иконостасах боковых приделов.
Оригинальный иконостас был утрачен в советское время. Интерьер храма, созданный в 1990—2000-е годы, отличается очень темными по тону росписями «в древнерусском стиле» и имеет многоярусный иконостас.